# Кадикьой (станція метро)
40°59′25″ пн. ш. 29°01′17″ сх. д. / 40.990200730041° пн. ш. 29.021499236528° сх. д.
Кадикьой́ (тур. Kadıköy) — кінцева та найзахідніша станція лінії М4 Стамбульського метро. Відкрита 17 серпня 2012 року поряд з п'ятнадцятьма іншими станціями у черзі Ускюдар — Картал. Названа за районом Кадикьой.
Конструкція — станція глибокого закладення, має острівну платформу та дві колії.
Розташована під вулицею Гайдарпаша — Рихтим-Джаддесі, мікрорайон Джаферага, Кадикьой
Пересадка:
- трамвай Т1,
- пором
- автобуси: 1, 3, 3A, 3B, 8, 8A, 11D, 12A, 12H, 13, 13B, 14, 14A, 14C, 14D, 14DK, 14E, 14F, 14K, 14KS, 14R, 14S, 14ŞB, 14Y, 16, 16D, 16K, 16KH, 16Y, 17, 17L, 18K, 19, 19F, 19S, 21A, 21C, 21G, 21K, 21U, 110, 120M, 125, 130Ş, 222, 319, 500A, 500T
- Маршрутки: D21 (Кадикьой — Ускюдар), D23 (Кадикьой — Багларбаши), D28 (Кадикьой — Чекмекьой), D31 (Кадикьой — Таксим), D32 (Кадикьой — Нишанташи), D34 (Кадикьой — Бостанджи), D62 (Кадикьой — Аджибадем — Таксим), Кадыкьой — Ферхатпаша, Кадикьой — Кіразлитепе, Кадикьой — Кючюкбаккалкьой — Аташехір, Кадикьой — Пендік, Кадикьой — Картал, Кадикьой — Угур Мумджу, Кадикьой — Сахраїджедіт, Кадикьой — Армаганевлер, Кадикьой — Юкарі Дудуллу, Кадикьой — Бати, Аташехір — Армаганевлер, Кадикьой — Кошуйолу — Умраніє, Кадикьой — Озел Еюбоглу Колежі, Кадикьой — Атакент, Кадикьой — Орнек-махллесі — Мустафа Кемал-махллесі, Кадикьой — Кючюкчамлиджа, Кадикьой — Булгурлу, Кадикьой — Поліс-Хастанесі — Емнієт-махаллесі

## Розташовані поруч
- Термінал IDO Кидикьой[tr]
- Театр Халдуна Танера у Кадикьоє[tr]
- Парк Кадикьой
- Мечеть Османага[tr]
- Мечеть султана Мустафи[tr]

| Попередня станція | Лінія | Лінія                           | Лінія | Наступна станція                          |
| ----------------- | ----- | ------------------------------- | ----- | ----------------------------------------- |
| Кінцева           |       | M4 (Стамбульський метрополітен) |       | Айрилик-Чешмесі до Стамбул-Сабіха Гьокчен |